# نورمان إي. براون
نورمان إي. براون (بالإنجليزية: Norman E. Brown)‏ هو صحفي رياضي أمريكي، ولد في 10 أكتوبر 1890 في أوهايو في الولايات المتحدة، وتوفي في 31 مارس 1958 في سانت بيترسبرغ في الولايات المتحدة.